# Рок Рапидс (Ајова)
Рок Рапидс (енгл. Rock Rapids) град је у америчкој савезној држави Ајова. По попису становништва из 2010. у њему је живело 2.549 становника.

## Демографија
Према попису становништва из 2010. у граду је живело 2.549 становника, што је -24 (-0.9%) становника више него 2000. године.
| Група             | 2000.         | 2010.         |
| Белци             | 2.549 (99,1%) | 2.479 (97,3%) |
| Афроамериканци    | 4 (0,2%)      | 5 (0,2%)      |
| Азијати           | 9 (0,3%)      | 3 (0,1%)      |
| Хиспаноамериканци | 6 (0,2%)      | 45 (1,8%)     |
| Укупно            | 2.573         | 2.549         |